# Ґонскі (Цехановський повіт)
Ґонскі (пол. Gąski) — село в Польщі, у гміні Цеханув Цехановського повіту Мазовецького воєводства.
Населення — 422 особи (2011).
У 1975-1998 роках село належало до Цехановського воєводства.

## Демографія
Демографічна структура станом на 31 березня 2011 року:
|          | Загалом | Допрацездатний вік | Працездатний вік | Постпрацездатний вік |
| -------- | ------- | ------------------ | ---------------- | -------------------- |
| Чоловіки | 201     | 48                 | 141              | 12                   |
| Жінки    | 221     | 56                 | 131              | 34                   |
| Разом    | 422     | 104                | 272              | 46                   |